# Olimpíada d'escacs de 2012

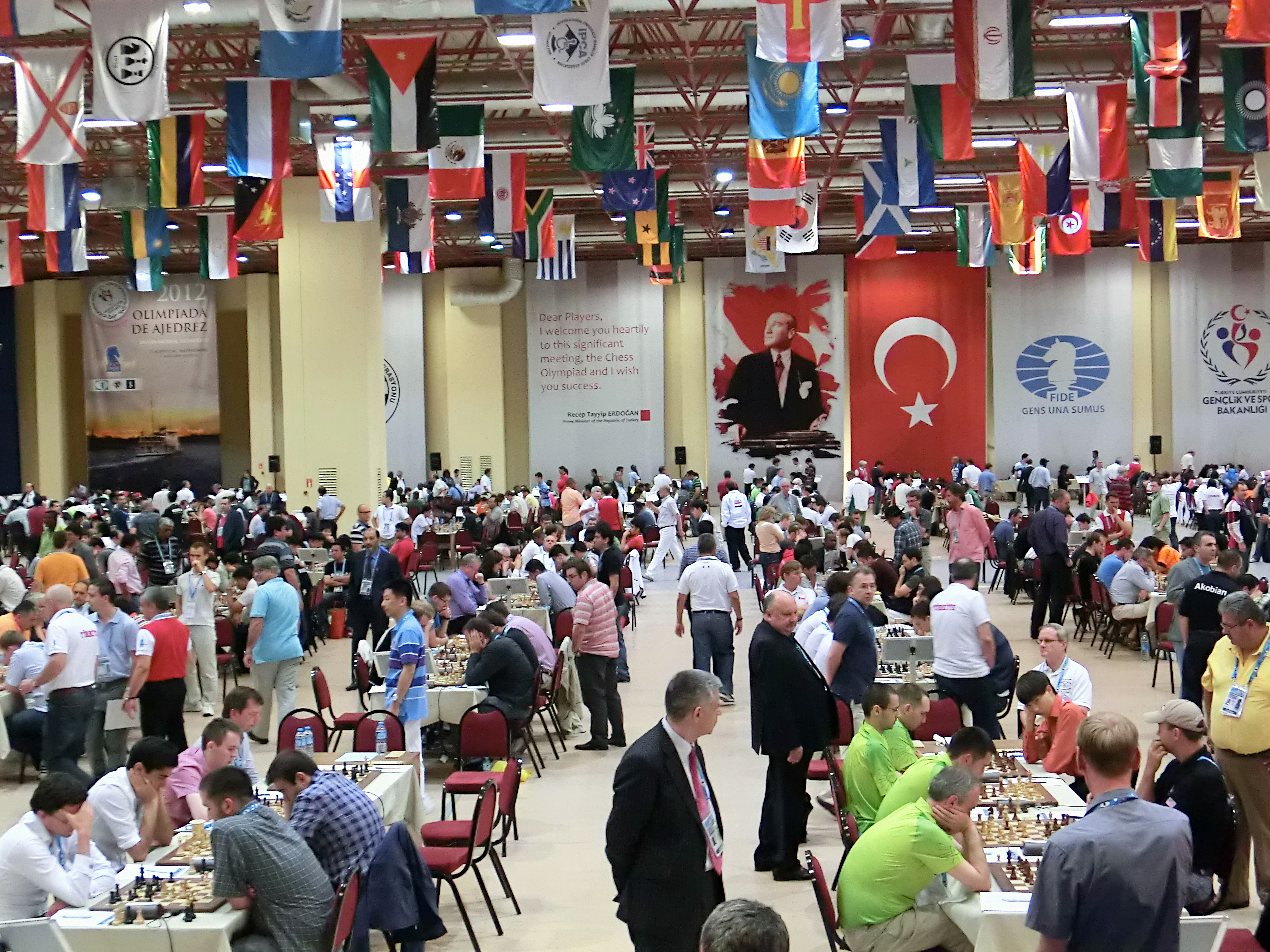
Sala de joc

L'Olimpíada d'escacs de 2012 fou la 40a edició oficial de les Olimpíades d'escacs, torneig d'escacs organitzat per la Federació Internacional d'Escacs. Es va celebrar a Istanbul, Turquia, del 27 d'agost al 10 de setembre de 2012. Comprengué tant una competició absoluta com una d'específica per a dones. Hi varen participar 157 equips al torneig open i 127 al femení, amb quasi 1400 jugadirs, dels quals 200 eren Grans Mestres.
Istanbul havia estat escollida com a seu durant l'Olimpíada de 2008, quan va batre la candidatura de Budva (Montenegro).

## Format
Tots dos torneigs es varen disputar amb el sistema suís, a 11 rondes; i la classificació es basava en punts per matx (2 punts per la victòria d'equip, 1 per l'empat, i 0 per la derrota), i en cas d'empats es considerarien, per ordre:
- sistema Sonnenborn-Berger: suma dels punts dels adversaris contra els quals s'hagi jugat (excepte l'equip amb menor puntuació), cadascun multiplicat per la puntuació obtinguda per cada equip adversari;
- suma dels punts fets pels mateixos jugadors (game points);
- Buchholz: suma dels punts dels equips rivals, exclòs aquell amb la puntuació més baixa.

El temps de reflexió era de 90 minuts per les primers 40 jugades, més 30 minuts per acabar, i 30 segons d'increment per moviment.
Cada encontre es disputava a quatre taulers; els equips podien estar formats com a màxim per cinc jugadors, un dels quals romania suplent.
A més dels premis per als tres millors equips, s'atorgarien medalles als tres millors equips de cadascuna de les cinc franges d'Elo i als millors jugadors de cada tauler, classificats d'acord amb la performance Elo.

## Torneig obert
Al torneig open hi van participar 157 equips, tres dels quals turcs.

### Resultats per equips
A més a més de la classificació general, i sobre la base del seed, en cinc grups; varen obtenir premi les tres primeres seleccions classificades de cada grup (excloses les premiades amb medalla a la classificació general).
| Pos. | Equip           | Jugadors                                                                                      | Seed | Elo  | 2 | 1 | 0 | Punts | S-B   |
| ---- | --------------- | --------------------------------------------------------------------------------------------- | ---- | ---- | - | - | - | ----- | ----- |
|      | Armènia         | Levon Aronian, Sergei Movsesian, Vladímir Akopian, Gabriel Sargissian, Tigran L. Petrossian   | 3    | 2724 | 9 | 1 | 1 | 19    | 397,0 |
|      | Rússia          | Vladímir Kràmnik, Aleksandr Grisxuk, Serguei Kariakin, Ievgueni Tomaixevski, Dmitri Iakovenko | 1    | 2769 | 9 | 1 | 1 | 19    | 388,5 |
|      | Ucraïna         | Vassil Ivantxuk, Ruslan Ponomariov, Andrei Volokitin, Pàvel Eliànov, Oleksandr Moissèienko    | 2    | 2730 | 9 | 0 | 2 | 18    | 363,0 |
| 4    | R.P. de la Xina | Wang Hao, Wang Yue, Ding Liren, Bu Xiangzhi, Li Chao                                          | 6    | 2694 | 8 | 1 | 2 | 17    | 390,5 |
| 5    | Estats Units    | Hikaru Nakamura, Gata Kamsky, Alexander Onischuk, Varuzhan Akobian, Ray Robson                | 5    | 2702 | 7 | 3 | 1 | 17    | 361,0 |
| 6    | Països Baixos   | Anish Giri, Loek Van Wely, Ivan Sokolov, Jan Smeets, Daniel Stellwagen                        | 9    | 2682 | 8 | 0 | 3 | 16    | 329,0 |
| 7    | Vietnam         | Le Quang Liem, Nguyen Ngoc Truong Son, MI Nguyen Van Huy, MI Nguyen Doc Hoa, Dao Thien Hai    | 27   | 2589 | 6 | 4 | 1 | 16    | 313,5 |
| 8    | Romania         | Constantin Lupulescu, Mircea Pârligras, Mihail Marin, Levente Vajda                           | 25   | 2600 | 8 | 0 | 3 | 16    | 310,0 |
| 9    | Hongria         | Péter Lékó, Zoltan Almasi, Judit Polgar, Ferenc Berkes, Csaba Balogh                          | 4    | 2708 | 7 | 1 | 3 | 15    | 368,0 |
| 10   | Azerbaidjan     | Teimur Radjàbov, Eltaj Safarli, Xakhriar Mamediàrov, Rauf Məmmədov, Qadir Huseynov            | 7    | 2693 | 6 | 3 | 2 | 15    | 344,0 |

#### Grup A
|  | Equip           | Classificació general | Seed | Elo  | Punts | S-B   |
|  | R.P. de la Xina | 4                     | 6    | 2694 | 17    | 390,5 |
|  | Estats Units    | 5                     | 5    | 2702 | 17    | 361,0 |
|  | Països Baixos   | 6                     | 9    | 2682 | 16    | 329,0 |

#### Grup B
|  | Equip     | Classificació general | Seed | Elo  | Punts | S-B   |
|  | Suècia    | 16                    | 34   | 2555 | 15    | 303,5 |
|  | Dinamarca | 18                    | 39   | 2527 | 15    | 270,5 |
|  | Filipines | 21                    | 35   | 2546 | 14    | 321,0 |

#### Grup C
|  | Equip                                      | Classificació general | Seed | Elo  | Punts | S-B   |
|  | Associació Internacional d'Escacs a Cegues | 44                    | 87   | 2296 | 13    | 249,0 |
|  | Turquia 2016                               | 48                    | 72   | 2372 | 13    | 236,5 |
|  | Paraguai                                   | 49                    | 63   | 2417 | 13    | 234,0 |

#### Grup D
|  | Equip       | Classificació general | Seed | Elo  | Punts | S-B   |
|  | Puerto Rico | 67                    | 96   | 2261 | 12    | 200,0 |
|  | Tunísia     | 75                    | 94   | 2267 | 11    | 219,0 |
|  | Algèria     | 78                    | 101  | 2227 | 11    | 211,0 |

#### Grup E
|  | Equip   | Classificació general | Seed | Elo  | Punts | S-B   |
|  | Nigèria | 96                    | 146  | 1568 | 10    | 175,5 |
|  | Etiòpia | 108                   | 147  | 1566 | 10    | 134,0 |
|  | Sudan   | 111                   | 152  | 1299 | 9     | 166,5 |

### Resultats individuals
Es donaren medalles als millors jugadors (que haguessin jugat almenys vuit partides) segons la performance Elo, considerant el percentatge de punts obtinguts, amb classificacions separades segons el tauler; els suplents són considerats com a jugadors del cinquè tauler.

#### Primer tauler
|  | Jugador            | Equip       | Elo  | Performance | Punts | Partides | Percentatge |
|  | ------------------ | ----------- | ---- | ----------- | ----- | -------- | ----------- |
|  | Levon Aronian      | Armènia     | 2816 | 2849        | 7     | 10       | 70          |
|  | Radoslaw Wojtaszek | Polònia     | 2717 | 2844        | 7,5   | 10       | 75          |
|  | Teimur Radjàbov    | Azerbaidjan | 2788 | 2813        | 6,5   | 9        | 72,2        |

#### Segon tauler
|  | Jugador        | Equip        | Elo  | Performance | Punts | Partides | Percentatge |
|  | -------------- | ------------ | ---- | ----------- | ----- | -------- | ----------- |
|  | David Navara   | Txèquia      | 2691 | 2869        | 9,5   | 11       | 86,4        |
|  | Anton Filippov | Uzbekistan   | 2617 | 2820        | 6,5   | 8        | 81,3        |
|  | Gata Kamsky    | Estats Units | 2746 | 1796        | 8,5   | 11       | 77,3        |

#### Tercer tauler
|  | Jugador             | Equip       | Elo  | Performance | Punts | Partides | Percentatge |
|  | ------------------- | ----------- | ---- | ----------- | ----- | -------- | ----------- |
|  | Xakhriar Mamediàrov | Azerbaidjan | 2729 | 2880        | 8,5   | 10       | 85          |
|  | Vladímir Akopian    | Armènia     | 2687 | 2803        | 7,5   | 10       | 75          |
|  | Serguei Kariakin    | Rússia      | 2785 | 2784        | 7,0   | 10       | 70          |

#### Quart tauler
|  | Jugador            | Equip    | Elo  | Performance | Punts | Partides | Percentatge |
|  | ------------------ | -------- | ---- | ----------- | ----- | -------- | ----------- |
|  | Vladislav Tkachiev | França   | 2644 | 2750        | 6,5   | 8        | 81,3        |
|  | Abhijeet Gupta     | Índia    | 2637 | 2746        | 7     | 9        | 77,8        |
|  | Daniel Fridman     | Alemanya | 2653 | 2722        | 7     | 10       | 70          |

#### Cinquè tauler (suplent)
|  | Jugador             | Equip   | Elo  | Performance | Punts | Partides | Percentatge |
|  | ------------------- | ------- | ---- | ----------- | ----- | -------- | ----------- |
|  | Dmitri Iakovenko    | Rússia  | 2722 | 2783        | 7     | 9        | 77,8        |
|  | Bartlomiej Macieja  | Polònia | 2594 | 2712        | 6,5   | 9        | 72,2        |
|  | Konstantine Shanava | Geòrgia | 2569 | 2679        | 6     | 8        | 75          |

## Torneig femení
Al torneig femení hi participaren 127 equips, tres dels quals turcs.

### Resultats per equips
A més a més de la classificació general, i sobre la base del seed, en cinc grups; varen obtenir premi les tres primeres seleccions classificades de cada grup (excloses les premiades amb medalla a la classificació general).
| Pos. | Equip           | Jugadores | Seed | Elo  | 2 | 1 | 0 | Punts | S-B   |
| ---- | --------------- | --- | ---- | ---- | - | - | - | ----- | ----- |
|      | Rússia          | GM Tatiana Kossíntseva, MI Valentina Gúnina, GM Nadejda Kossíntseva, GM Aleksandra Kosteniuk, GMF Natalija Pogonina           | 2    | 2513 | 8 | 3 | 0 | 19    | 450,0 |
|      | R.P. de la Xina | GM Hou Yifan, GM Zhao Xue, GMF Ju Wenjun, GMF Huang Qian, GMF Ding Yixin                                                      | 1    | 2531 | 8 | 3 | 0 | 19    | 416,0 |
|      | Ucraïna         | GM Katerina Lahnó, MI Maria Muzitxuk, GM Natalja Žukova, MI Anna Uixénina, MI Inna Yanovska                                   | 4    | 2471 | 7 | 4 | 0 | 18    | 408,5 |
| 4    | Índia           | GM Harika Dronavalli, MI Eesha Sanjay Karavade, MI Tania Sachdev, GMF Mary Ann Gomes, GMF Swaminathan Soumya                  | 6    | 2412 | 8 | 1 | 2 | 17    | 336,0 |
| 5    | Romania         | MI Cristina-Adela Foisor, MIF Irina Bulmaga, GMF Elena-Luminiţa Cosma, GMF Alina L'ami, GMF Mihaela Sandu                     | 10   | 2377 | 8 | 0 | 3 | 16    | 313,5 |
| 6    | Armènia         | GM Elina Danielian, MI Lilit Mkertxian, MI Lilit Galojan, GMF Maria Kursova, MIF Anna Hairapetian                             | 8    | 2404 | 8 | 0 | 3 | 16    | 313,0 |
| 7    | França          | MI Almira Skripchenko, MI Sophie Milliet, GMF Nino Maisuradze, MI Silvia Collas, MIF Andreea Bollengier                       | 14   | 2350 | 7 | 1 | 3 | 15    | 347,5 |
| 8    | Geòrgia         | GM Nana Dzagnidze, MI Bela Khotenashvili, MI Lela Javakhishvili, MI Nino Khurtsidze, GMF Nino Batsiashvili                    | 3    | 2390 | 6 | 3 | 2 | 15    | 344,0 |
| 9    | Iran            | GMF Atousa Pourkashiyan, MIF Sarasadat Khademalsharieh, MIF Mitra Hejazipour, MIF Ghazal Hakimifard, MIF Shayesteh Ghaderpour | 26   | 2267 | 7 | 1 | 3 | 15    | 339,0 |
| 10   | Estats Units    | MI Anna Zatonskih, MI Irina Krush, GMF Sabina Foisor, MI Rusudan Goletiani, GMF Tatev Abrahamyan                              | 5    | 2419 | 6 | 3 | 2 | 15    | 326,0 |

#### Grup A
|  | Equip   | Classificació general | Seed | Elo  | Punts | S-B   |
|  | Índia   | 4                     | 6    | 2412 | 17    | 336,0 |
|  | Romania | 5                     | 10   | 2377 | 16    | 313,5 |
|  | Armènia | 6                     | 8    | 2404 | 16    | 313,0 |

#### Grup B
|  | Equip      | Classificació general | Seed | Elo  | Punts | S-B   |
|  | Iran       | 9                     | 26   | 2267 | 15    | 339,0 |
|  | Belarús    | 14                    | 36   | 2198 | 15    | 292,0 |
|  | Uzbekistan | 21                    | 35   | 2210 | 14    | 278,5 |

#### Grup C
|  | Equip     | Classificació general | Seed | Elo  | Punts | S-B   |
|  | Indonèsia | 24                    | 54   | 2085 | 14    | 262,5 |
|  | Mèxic     | 25                    | 60   | 2039 | 14    | 230,0 |
|  | Veneçuela | 34                    | 53   | 2087 | 13    | 242,5 |

#### Grup D
|  | Equip        | Classificació general | Seed | Elo  | Punts | S-B   |
|  | Tadjikistan  | 56                    | 87   | 1859 | 12    | 169,0 |
|  | Turquia 2016 | 59                    | 84   | 1877 | 11    | 225,5 |
|  | Malàisia     | 61                    | 83   | 1878 | 11    | 211,5 |

#### Grup E
|  | Equip       | Classificació general | Seed | Elo  | Punts | S-B   |
|  | Xina Taipei | 84                    | 104  | 1555 | 10    | 115,0 |
|  | Nigèria     | 89                    | 115  | 1391 | 9     | 179,5 |
|  | Tailàndia   | 93                    | 116  | 1368 | 9     | 142,5 |

### Resultats individuals
Es donaren medalles a les millors jugadores (que haguessin jugat almenys vuit partides) segons la performance Elo, considerant el percentatge de punts obtinguts, amb classificacions separades segons el tauler; les suplents són considerades com a jugadores del cinquè tauler.

#### Primer tauler
|  | Jugador        | Equip           | Elo  | Performance | Punts | Partides | Percentatge |
|  | -------------- | --------------- | ---- | ----------- | ----- | -------- | ----------- |
|  | Hou Yifan      | R.P. de la Xina | 2599 | 2645        | 6,5   | 9        | 72,2        |
|  | Nana Dzagnidze | Geòrgia         | 2547 | 2625        | 6     | 8        | 75,0        |
|  | Katerina Lahnó | Ucraïna         | 2542 | 2608        | 7     | 10       | 70,0        |

#### Segon tauler
|  | Jugador            | Equip           | Elo  | Performance | Punts | Partides | Percentatge |
|  | ------------------ | --------------- | ---- | ----------- | ----- | -------- | ----------- |
|  | Zhao Xue           | R.P. de la Xina | 2549 | 2574        | 8     | 10       | 80,0        |
|  | Maria Muzitxuk     | Ucraïna         | 2466 | 2526        | 6     | 9        | 66,7        |
|  | Cemre Yildiz Betul | Turquia         | 2341 | 2502        | 9,5   | 11       | 86,4        |

#### Tercer tauler
|  | Jugador             | Equip   | Elo  | Performance | Punts | Partides | Percentatge |
|  | ------------------- | ------- | ---- | ----------- | ----- | -------- | ----------- |
|  | Nadejda Kossíntseva | Rússia  | 2524 | 2693        | 8     | 9        | 88,9        |
|  | Jolanta Zawadzka    | Polònia | 2377 | 2538        | 9     | 11       | 81,8        |
|  | Tania Sachdev       | Índia   | 2379 | 2522        | 9     | 11       | 81,8        |

#### Quart tauler
|  | Jugador              | Equip           | Elo  | Performance | Punts | Partides | Percentatge |
|  | -------------------- | --------------- | ---- | ----------- | ----- | -------- | ----------- |
|  | Huang Qian           | R.P. de la Xina | 2449 | 2547        | 8     | 10       | 80,0        |
|  | Silvia Collas        | França          | 2261 | 2469        | 7,5   | 9        | 83,3        |
|  | Aleksandra Kosteniuk | Rússia          | 2489 | 2468        | 7     | 9        | 77,8        |

#### Cinquè tauler (suplent)
|  | Jugador                  | Equip      | Elo  | Performance | Punts | Partides | Percentatge |
|  | ------------------------ | ---------- | ---- | ----------- | ----- | -------- | ----------- |
|  | Natalija Pogonina        | Rússia     | 2448 | 2487        | 6,5   | 8        | 81,3        |
|  | Melissa Castrillon Gomez | Colòmbia   | 2181 | 2379        | 7     | 8        | 87,5        |
|  | Madina Davletbayeva      | Kazakhstan | 2165 | 2357        | 6,5   | 9        | 72,2        |

## Trofeu Nona Gaprindashvili
El trofeu Nona Gaprindaixvili s'adjudica al país que hagi obtingut el màxim de punts sumant el torneig obert i el torneig femení. En cas d'empat la classificació es determina a través dels desempats dels torneigs de manera separada, però sumats.
| Pos. | País            | Punts open | Punts femení | Suma | S-B   |
| ---- | --------------- | ---------- | ------------ | ---- | ----- |
|      | Rússia          | 19         | 19           | 38   | 838,5 |
|      | R.P. de la Xina | 17         | 19           | 36   | 806,5 |
|      | Ucraïna         | 18         | 18           | 36   | 771,5 |
| 4    | Armènia         | 19         | 16           | 25   | 710,0 |
| 5    | Estats Units    | 17         | 15           | 32   | 687,0 |
| 6    | Romania         | 16         | 16           | 32   | 623,5 |
| 7    | Alemanya        | 15         | 15           | 30   | 650,5 |
| 8    | Índia           | 13         | 17           | 30   | 645,5 |
| 9    | Països Baixos   | 16         | 14           | 30   | 614,5 |
| 10   | Hongria         | 15         | 14           | 29   | 671,0 |